# Thomas Lindrup
Thomas Lindrup (Glostrup, 21 mei 1976) is een voormalig Deens voetballer (middenvelder) die zijn loopbaan in 2010 afsloot bij Hvidovre IF.

## Carrière
- 1996-2002: Brøndby IF
- 2003-2004: Odense BK
- 2005-2006: Aarhus GF
- 2006-2007: FC Nordsjælland
- 2008-2010: Hvidovre IF

## Erelijst
Brøndby IF
- SAS Ligaen

1997, 1998, 2002